# Imre Szöllősi
Imre Szöllősi (Budapest, 19 de febrero de 1941-Budapest, 27 de diciembre de 2022) fue un deportista húngaro que compitió en piragüismo en la modalidad de aguas tranquilas.
Participó en tres Juegos Olímpicos de Verano entre los años 1960 y 1968, obteniendo un total de tres medallas, dos de plata en Roma 1960 y una de bronce en México 1968. Ganó tres medallas en el Campeonato Mundial de Piragüismo, en los años 1966 y 1970, y diez medallas en el Campeonato Europeo de Piragüismo entre los años 1959 y 1969.

## Palmarés internacional
| Juegos Olímpicos   | Juegos Olímpicos          | Juegos Olímpicos  | Juegos Olímpicos |
| Año                | Lugar                     | Medalla           | Competición      |
| ------------------ | ------------------------- | ----------------- | ---------------- |
| 1960               | Roma (Italia)             | Medalla de plata  | K1 1000 m        |
| 1960               | Roma (Italia)             | Medalla de plata  | K1 4 × 500 m     |
| 1968               | Ciudad de México (México) | Medalla de bronce | K4 1000 m        |
| Campeonato Mundial |                           |                   |                  |
| Año                | Lugar                     | Medalla           | Competición      |
| 1966               | Berlín Oriental (RDA)     | Medalla de oro    | K2 10 000 m      |
| 1966               | Berlín Oriental (RDA)     | Medalla de plata  | K4 10 000 m      |
| 1970               | Copenhague (Dinamarca)    | Medalla de plata  | K2 10 000 m      |
| Campeonato Europeo |                           |                   |                  |
| Año                | Lugar                     | Medalla           | Competición      |
| 1959               | Duisburgo (RFA)           | Medalla de oro    | K1 1000 m        |
| 1959               | Duisburgo (RFA)           | Medalla de plata  | K2 1000 m        |
| 1959               | Duisburgo (RFA)           | Medalla de oro    | K2 10 000 m      |
| 1961               | Poznań (Polonia)          | Medalla de plata  | K1 4 × 500 m     |
| 1961               | Poznań (Polonia)          | Medalla de oro    | K2 1000 m        |
| 1961               | Poznań (Polonia)          | Medalla de oro    | K2 10 000 m      |
| 1965               | Bucarest (Rumania)        | Medalla de bronce | K1 1000 m        |
| 1965               | Bucarest (Rumania)        | Medalla de bronce | K2 1000 m        |
| 1965               | Bucarest (Rumania)        | Medalla de oro    | K2 10 000 m      |
| 1969               | Moscú (URSS)              | Medalla de bronce | K1 4 × 500 m     |